# Reaktor-Sicherheitskommission
Die Reaktor-Sicherheitskommission (RSK) ist ein Gremium von Experten aus dem Bereich Kerntechnik, die das Bundesministerium für Umwelt, Klimaschutz, Naturschutz und nukleare Sicherheit in Fragen der Reaktorsicherheit und der Entsorgung radioaktiver Abfälle beraten sollen.

## Organisation
Seit ihrer Gründung 1958 berät die Reaktor-Sicherheitskommission (RSK) das für die Nutzung der Kernenergie zuständige Bundesministerium (bis 1962 das Bundesministerium für Atomkernenergie und Wasserwirtschaft, von 1962 bis 1969 das Bundesministerium für wissenschaftliche Forschung, von 1969 bis 1972 das Bundesministerium für Bildung und Wissenschaft, von 1972 bis 1986 das Bundesministerium des Innern, seit 1986 das Bundesministerium für Umwelt, Klimaschutz, Naturschutz und nukleare Sicherheit).
Die Geschäftsstelle befindet sich beim Bundesamt für die Sicherheit der nuklearen Entsorgung (BASE) in Bonn.
Der Bundesumweltminister beruft die zwölf Mitglieder der RSK, darunter Wissenschaftler, Gutachter und Betreiber. Die nach dem Regierungswechsel 1998 von Bundesumweltminister Jürgen Trittin neu gefasste Satzung sieht vor, dass in der Kommission die gesamte Bandbreite der nach dem Stand von Wissenschaft und Technik vertretbaren Anschauungen repräsentiert ist. Dies schließt auch ausgewiesene Gegner der Nutzung der Kernenergie mit ein. Darüber hinaus sollen bei der Zusammensetzung alle relevanten Fachgebiete berücksichtigt werden.
Das Bundesumweltministerium erteilt der RSK Beratungsaufträge; sie kann aber auch von sich aus Themen aufgreifen. Die Kommission beschließt technisch-wissenschaftlich zu begründende Stellungnahmen und Empfehlungen (RSK-Leitlinien, siehe auch Weblinks). Rechtliche Bewertungen stehen ihr dagegen nicht zu. Die Beschlüsse der RSK werden veröffentlicht, die Sitzungen selbst sind nicht öffentlich. Für die Beratung spezieller Themen setzt die RSK Ausschüsse und Arbeitsgruppen sein, deren Mitglieder auf Empfehlung der RSK ebenfalls vom Bundesumweltminister berufen werden.
Internationale Beziehungen unterhält die RSK zum Advisory Committee on Reactor Safeguards (USA), Eidgenössische Kommission für nukleare Sicherheit, vorher Kommission für die Sicherheit von Kernanlagen (Schweiz), Groupe permanent d'experts pour les réacteurs nucléaires (Frankreich), Nuclear Safety Commission (Japan) und Reaktorsäkerhetsnämnden (Schweden).
Als Ergänzung zur Reaktor-Sicherheitskommission setzte die deutsche Bundesregierung unter Bundeskanzlerin Angela Merkel im März 2011 aufgrund der Nuklearunfälle in den Kernkraftwerken von Fukushima die Ethikkommission für eine sichere Energieversorgung ein.

## Vorsitzende der RSK
Unvollständige Liste:
- 1958–1971 Joseph Wengler
- 1971–1974 Dieter Smidt
- 1974–1977 Adolf Birkhofer
- 1978–1980 Hubertus Nickel
- 1981–1982 Dieter Smidt
- 1983–1984 Franz Mayinger
- 1985 Herbert Schenk
- 1986–19?? Adolf Birkhofer
- 1990–1990 Franz Mayinger
- 1991–1992 Günther Kessler
- 1993–1998 Adolf Birkhofer
- 1999–2002 Lothar Hahn
- 2002–2006 Michael Sailer
- 2006–2011 Klaus-Dieter Bandholz
- 2011–2022 Rudolf Wieland
- seit 2022 Richard Donderer

## Kritik
Die Reaktor-Sicherheitskommission wurde dafür kritisiert, dass sie nur geringen Einfluss auf Sicherheitsvorkehrungen bei Kernkraftwerken geltend machen konnte und sich mit den Betreibern arrangierte. So sollen beispielsweise die Kernkraftwerke Kahl und Gundremmingen A ohne Genehmigung durch die RSK in Betrieb genommen worden sein. Auch dem Bau des Kernkraftwerks Mülheim-Kärlich habe die RSK laut Spiegel ohne genauere Prüfungen zugestimmt.